# شبکه خاوران
شبکه خاوران شبکهٔ تلویزیونی متعلق به سازمان صدا و سیمای جمهوری اسلامی ایران است که ویژه مردم استان خراسان جنوبی برنامه پخش می‌کند.

## تاریخچه
نخستین ایستگاه فرستندهٔ رادیویی بیرجند در سال ۱۳۵۵ در زمینی به مساحت ۱۵ هکتار و در فاصلهٔ ۲۰ کیلومتری از شهر بیرجند ساخته شد. فرکانس این فرستنده kh ۶۲۱، قدرت فرستندهٔ اصلی ۵۰ کیلووات و قدرت فرستندهٔ رزرو ۵۰ کیلووات بوده که مساحتی به شعاع تقریبی ۱۵۰ کیلومتر مربع (شامل شهر بیرجند و مناطق اطراف آن) را تحت پوشش برنامه‌های استانی خراسان رضوی قرار می‌داد.
دومین فرستندهٔ رادیویی بیرجند به فاصلهٔ چند ماه بعد و در همان سال با فرکانس kh ۹۶۳، قدرت فرستندهٔ اصلی ۵۰ کیلووات و قدرت فرستندهٔ رزرو ۱۰ کیلووات احداث گردید که این فرستنده مساحتی به شعاع تقریبی ۱۲۰ کیلومتر مربع (شامل شهر بیرجند و مناطق اطراف آن) را تحت پوشش برنامه‌های شبکه‌های سراسری قرار می‌داد.
واحد فرستندهٔ تلویزیونی و اف. ام بیرجند در سال ۱۳۷۴ فعالیت خود را آغاز نمود.
تولید رادیوی مرکز خراسان جنوبی نیز فعالیت خود را از سال ۱۳۸۳ آغاز نمود که در ابتدا برنامه‌ای با عنوان «اینجا خراسان است» را به مدت ۲۰ دقیقه، به تعداد دو برنامه در هفته و به صورت ضبطی تولید و برای پخش از صدای خراسان رضوی به این مرکز ارسال می‌نمود.
در پی تصویب هیئت محترم وزیران در تابستان سال ۱۳۸۳ مبنی بر تفکیک استان خراسان به ۳ استان خراسان رضوی، شمالی و جنوبی؛ در اردیبهشت ماه سال ۱۳۸۴ از طرف «حجت الاسلام والمسلمین موسوی مقدم» (مدیرکل وقت صدا و سیمای خراسان رضوی)، آقای «شا رضا عباسی» به عنوان «مسئول پروژهٔ در دست احداث صدا و سیمای خراسان جنوبی» منصوب گردید.
در شهریور ماه سال ۱۳۸۴ صدا و سیمای خراسان جنوبی رسماً راه‌اندازی و افتتاح گردید. در این جلسه که در محل سالن اجتماعات استانداری و با حضور: معاون وقت امور مجلس و استان‌ها، نمایندگان وقت مردم بیرجند، قائن، نهبندان و سرایان در مجلس شورای اسلامی و کلیهٔ مدیران کل ادارات و رؤسای سازمان‌های استان برگزار گردید، آقای «قاسم قنبری» به عنوان مدیر کل صدا و سیمای مرکز خراسان جنوبی منصوب گردید.
از آن پس، صدای محلی مرکز با پخش ویژه برنامهٔ اذان ظهر به افق بیرجند با نام «ظهر شرعی» در تاریخ ۱۳۸۴/۰۸/۱۶ رسماً آغاز به کار نمود. تا پیش از این مردم بیرجند از برنامه‌های صدا و سیمای خراسان رضوی بهره می‌بردند.
شبکهٔ استانی خاوران، در شهر بیرجند با حضور محمود احمدی‌نژاد، (رئیس‌جمهوری وقت) در روز ۲۶ مرداد ماه سال ۱۳۸۹ افتتاح رسمی شد. این شبکهٔ استانی، هم‌اکنون ۲۴ ساعت پخش برنامه دارد.

## فرکانس ماهواره
شبکهٔ استانی بر روی عربست «بدر ۵» Frequency 12223 SR 27500 3.5 FEC 3/4 POL. V با فرکانس فوق شبکهٔ اترک را هم دریافت خواهید کرد.